# Treron formosae
El vinago de Formosa (Treron formosae) es una especie de ave columbiforme de la familia Columbidae. Es propio de Asia, estando confinado a las islas Ryukyu (Japón), Batanes, (norte de Filipinas) y Taiwán.

## Taxonomía
Se reconocen las siguientes subespecies:
- Treron formosae permagnus
- Treron formosae medioximus
- Treron formosae formosae
- Treron formosae filipinus